# Исконауа (язык)
Исконауа – один из паноанских языков. Число носителей (на 2000 год) составляет 82 человека, проживающих в перуанской Амазонии. Исконауа близок к полному исчезновению. Наиболее близкородственный язык – шипибо-конибо. Агглютинативная основа, характерный порядок слов –  SOV. Носители языка ведут весьма изолированный образ жизни и сводят контакты с внешним миром к минимуму.